# Робітнича вулиця (Київ, Солом'янський район)
Робітни́ча ву́лиця — вулиця в Солом'янському районі міста Києва, селище Жуляни. Пролягає від Гуцульської вулиці до вулиці Шевченка.
Прилучаються вулиці Сильвестра Косова та Медична вулиця.

## Історія
Вулиця сформувалася в 1-й третині XX століття, назву отримала, ймовірно, у 1950-ті роки.